# Clossiana reducta
Clossiana reducta är en fjärilsart som beskrevs av Lumma 1938. Clossiana reducta ingår i släktet Clossiana och familjen praktfjärilar. Inga underarter finns listade i Catalogue of Life.